# Draper Kauffman
Draper Laurence Kauffman (ur. 4 sierpnia 1911 w San Diego, zm. 18 sierpnia 1979 w Budapeszcie) – amerykański wojskowy, kontradmirał United States Navy, podczas II wojny światowej współtwórca zespołów saperów-płetwonurków sił specjalnych marynarki, w latach 60. superintendent United States Naval Academy.

## Życiorys
Draper L. Kauffmann, syn wiceadmirała Jamesa L. Kauffmana i Elizabeth K. Draper, ukończył Akademię Marynarki Wojennej w 1933 roku, jednak z powodu problemów ze wzrokiem nie wstąpił do czynnej służby. Do 1940 roku pracował w spółce żeglugowej United States Lines, w tym przez dwa miesiące 1939 roku w jej biurze w III Rzeszy. Tam nabrał przekonania, że Stany Zjednoczone powinny przyłączyć się do wojny po stronie aliantów. Po powrocie do kraju wspierał ruch przeciwko izolacjonizmowi. Następnie wyjechał do Francji, gdzie wstąpił do American Volunteer Ambulance Corps, organizowanego przy armii francuskiej. W kampanii 1940 roku służył jako kierowca sanitarki i trafił do niewoli niemieckiej. Zwolniony w sierpniu, przez Portugalię przedostał się do Wielkiej Brytanii, gdzie wstąpił do Royal Navy Volunteer Reserve.
W Wielkiej Brytanii został ekspertem od materiałów wybuchowych, specjalizując się w rozbrajaniu niewybuchów bomb, bomb-pułapek oraz min morskich. Odniósł rany podczas eksplozji jednej z rozbrajanych min, po czym powrócił do Stanów Zjednoczonych na kurację. W listopadzie 1941 roku został przyjęty do służby w United States Naval Reserve. Początkowo wykorzystywał swoje doświadczenie jako instruktor w szkole saperów przy Washington Navy Yard. Brał udział w rozbrajaniu niewybuchów japońskich bomb po ataku na Pearl Harbor, za co został po raz pierwszy odznaczony Navy Cross. W czerwcu 1943 roku utworzył szkołę dla saperów-płetwonurków w Fort Pierce na Florydzie oraz pierwszy Underwater Demolition Team, prekursora późniejszych Navy SEALs. Od kwietnia 1944 roku brał aktywny udział w wojnie na Pacyfiku, dowodząc zespołami płetwonurków oczyszczających podejścia do miejsc desantów na Saipanie, Tinianie, Iwo Jimie i Okinawie. Został po raz drugi odznaczony Navy Cross.
Po zakończeniu wojny, w 1946 roku, przeszedł z rezerwy do US Navy. Był obserwatorem podczas testów nuklearnych na atolu Bikini. Dowodził niszczycielem "Gearing" i krążownikiem "Helena". W latach 1951–1953 wykładał w Naval War College, następnie był między innymi adiutantem Sekretarza Marynarki, Thomasa S. Gatesa. Awansowany do stopnia kontradmirała (Rear Admiral), w latach 1965–1968 pełnił funkcję superintendenta Akademii Marynarki. Od 1968 roku dowodził amerykańskimi siłami morskimi na Filipinach, od 1970 roku 9. Dystryktem Morskim. Przeszedł w stan spoczynku 1 czerwca 1973 roku, zmarł sześć lat później. Został pochowany na Cmentarzu Akademii Marynarki w Annapolis. Poza Navy Cross, był jeszcze dwukrotnie odznaczony Navy Distinguished Service Medal.
Jego siostra, Elizabeth Kauffman Bush (prywatnie ciotka prezydenta George'a W. Busha), opublikowała w 2004 roku, nakładem Naval Institute Press, biografię zatytułowaną America's First Frogman: The Draper Kauffman Story. Na cześć obu admirałów, ojca i syna, nazwana została fregata rakietowa "Kauffman", typu Oliver Hazard Perry.